# Il vendicatore di Kansas City
Il vendicatore di Kansas City è un film del 1964 diretto da Agustín Navarro.

## Trama
Il pistolero Frank Dalton arriva a Kansas City per vendicare sua sorella Katy, condannata per impiccagione per un delitto che non ha commesso, ma finisce investita sotto una carrozza, rimanendo uccisa. Arrivato in città, Frank si mette nei guai quando qualcuno uccide i giurati del processo.